# Hords och holmbrödernas saga

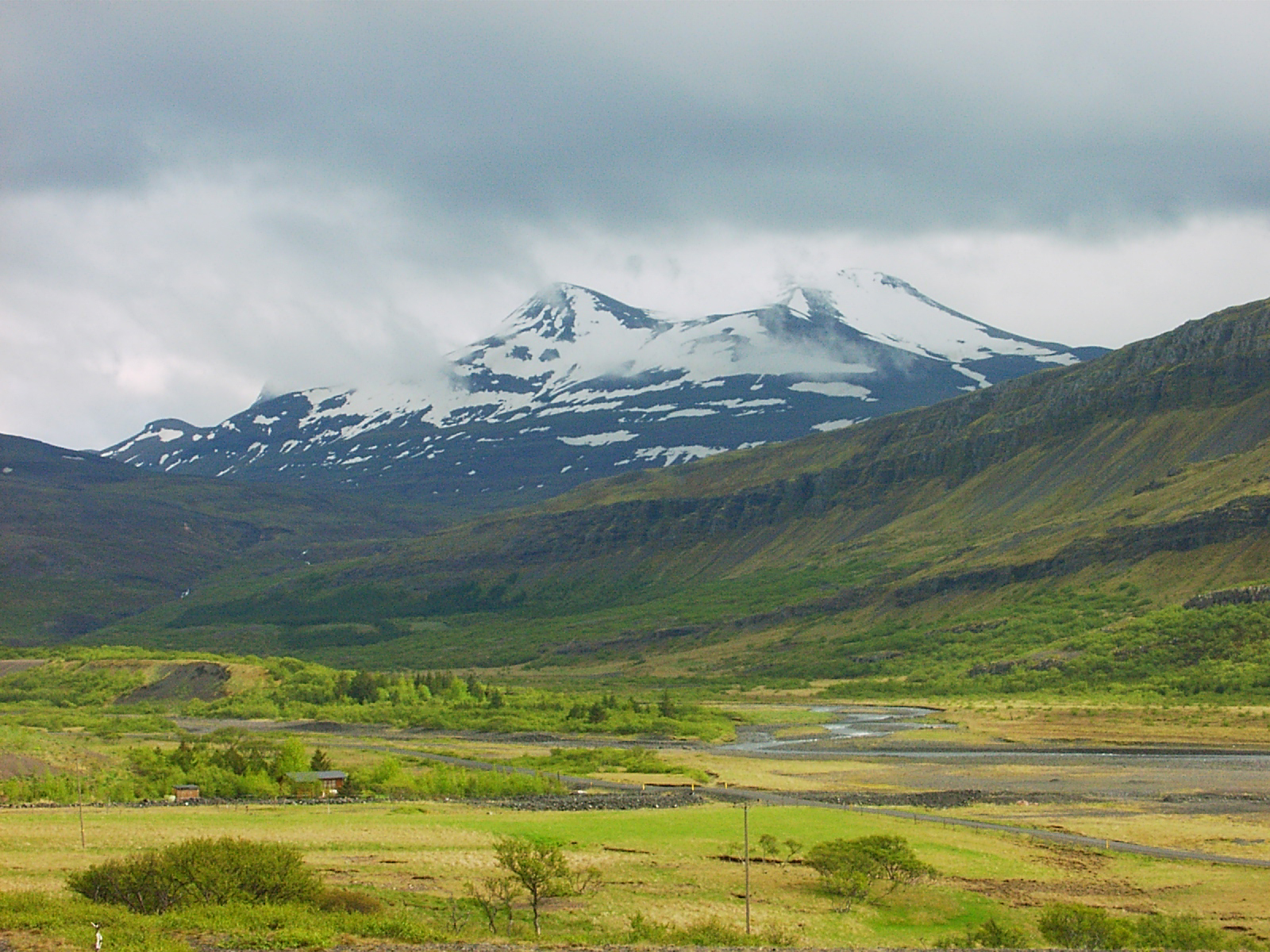
Vy in i Botnsdalur från Hvalfjörður.

Hords och holmbrödernas saga (isl. Harðar saga ok Hólmverja) är en av islänningasagorna. Den utspelar sig på sydvästra Island under senare delen av 900-talet.

## Handling
Hjältarna och fosterbröderna Hord Grimkelsson och Geir levde som bygderövare på en liten holme ute i Hvalfjörður. Hord och Geir åker så småningom till Norge och Götland. De återkommer till Island och bor på gården Botn. De dräps båda i slutet av sagan.

## Tillkomst, manuskript och översättning
Sagan skrevs under den första delen av 1300-talet. Den finns bevarad i en pergamentshandskrift (AM 556 a qu.) från det tidiga 1400-talet. Den trycktes först i Hólar år 1756 i samlingen Ágætum fornmanna sögum.
Sagan är översatt till svenska av Åke Ohlmarks (1962) och av Gunnel Persson (2014, Sagan om Hörð och männen på holmen).